# Maria Pia Matarazzo
Maria Pia Esmeralda Matarazzo (São Paulo, 15 de noviembre de 1942) es una empresaria brasileña miembro de la familia Matarazzo. Nieta de Francesco Matarazzo, estuvo a cargo de las Industrias Reunidas Fábrica Matarazzo luego de la muerte de su padre Francisco Matarazzo Júnior en 1977. 
Tras la muerte de Matarazzo Júnior, Maria Pia asumió el control de la empresa con sólo 32 años. A pesar de haber sufrido ya años de declive, Indústrias Reunidas Fábricas Matarazzo seguía siendo el mayor conglomerado empresarial del país y ella decidió concentrar la producción en las ramas de más éxito: papel, química y alcohol.
Llevó a cabo una reforma administrativa y comenzó a cerrar antiguas unidades que funcionaban con pérdidas. En 1981, todo el sector textil del IRFM fue vendido a la empresa Cianê. Entre 1981 y 1983, la situación empeoró. María se enfrentó a una lucha de poder con sus hermanos y los ingresos disminuyeron aún más debido a las repetidas recesiones de la economía.
En 1983, el grupo intentó llegar a un acuerdo con 27 empresas para evitar la quiebra, que fue suspendido por los tribunales al cabo de dos años. Hundido en deudas por créditos impagados, el IRFM sufrió el embargo de varios edificios incluido todo el parque industrial de Água Branca. En 1990, se cerró todo el complejo químico, situado en São Caetano do Sul. Después de dos años, con el IRFM al borde de la quiebra, Maria Matarazzo cedió el control de las principales empresas del grupo, como Cerâmica Matarazzo, Matarazzo Papéis y Matarazzo Embalagens. En 2013, se cerró la penúltima fábrica en São Paulo.